# Rush Rush
«Rush Rush» — первый сингл с альбома певицы Полы Абдул Spellbound (1991).

## О песне
Песня стала переломной для творчества Абдул, так как это первая баллада, выпущенная в качестве первого сингла, после ряда танцевальных песен. Сэмпл песни взят из трека Джордж Бенсона «Kisses in the Moon Light».
Песня повлияла на популярность альбома Абдул «Spellbound».
Продюсеры очень сильно рисковали, выпуская в качестве первого сингла балладу, потому что Пола Абдул прославилась благодаря танцевальным песням. Тем не менее, песня стала её самым большим хитом.
Критики очень положительно отнеслись к смелому решению Абдул выпустить балладу в качестве первого сингла. Также критики обратили внимание на заметное улучшение вокала Абдул по сравнению с её предыдущим альбомом.

## Музыкальное видео
В клипе снялся Киану Ривз, который находился под влиянием фильма «Бунтовщик без причины».
Режиссёром клипа стал Stefan Würnitzer,
продюсером — Karen Rohrbacher.

## Чарты
11 мая 1991 года «Rush Rush» дебютировал в чарте Billboard Hot 100 под номером 36, и спустя пять недель достиг первой позиции 15 июня 1991, где находился в течение следующих пяти недель.

## Список композиций
US Cassette
1. «Rush Rush» — 7" Edit
2. «Rush Rush» — Dub Mix

US Promo 5" CD
1. «Rush Rush» — 7" Edit (4:22)
2. «Rush Rush» — LP Version (4:56)
3. «Rush Rush» — Dub Mix (5:54)

UK 5" CD
1. «Rush Rush» — LP Version
2. «Rush Rush» — 7" Edit
3. «Rush Rush» — Dub Mix

## Официальные ремиксы
- 7" Edit — 4:22
- Dub Mix — 5:54
- Dub Edit — 4:59

## Позиции в чартах
| Чарт (1991)                                     | Наивысшая позиция |
| ----------------------------------------------- | ----------------- |
| U.S. Billboard Hot 100                          | 1                 |
| U.S. Billboard Hot 100 Airplay                  | 1                 |
| U.S. Billboard Hot R&B/Hip-Hop Singles & Tracks | 20                |
| U.S. Billboard Adult Contemporary Singles       | 1                 |
| U.S. ARC Weekly Top 40                          | 1                 |
| Australian ARIA Singles Chart                   | 2                 |
| Austrian Singles Chart                          | 23                |
| French Singles Chart                            | 24                |
| German Singles Chart                            | 12                |
| Irish Singles Chart                             | 11                |
| Norwegian Top Hits                              | 9                 |
| Swedish Singles Chart                           | 7                 |
| UK Singles Chart                                | 6                 |